# 이쿠시마 신고로
이쿠시마 신고로 (일본어: 生島 新五郎 いくしま しんごろう[*], 간분 11년 (1671년) - 간포 3년 1월 5일 (1743년 1월 30일))는 에도 시대 중기의 가부키 배우이다. 에도성 오오쿠의 겟코인 소속 오토시요리였던 에지마와 함께, 에지마이쿠시마 사건의 중심인물이다. 한편, 이쿠시마 한로쿠 (초대 이치카와 단쥬로를 찔러 죽인 범인)나 2대 이치카와 단쥬로의 스승 중 한 사람이기도 하다.
오사카 출생이다. 조쿄 원년 (1684년)에 노다 쿠라노죠(野田蔵之丞)의 이름으로 코비키쵸 (현재 도쿄도 츄오구 히가시긴자 일대. 가부키좌 주변)의 극장 야마무라좌의 무대에 섰다. 겐로쿠 4년 (1691년), 이쿠시마 신고로로 개명했다. 당시를 대표하는 인기 배우였다.
쇼토쿠 4년 (1714년), 오오쿠 오토시요리 에지마가 절에 참배하고 돌아가던 길에, 신고로의 무대를 관람하고, 그 후, 연회를 베풀어, 오오쿠의 통금시간에 늦어져 큰 문제가 되었다. 이로 인해 에지마와의 밀회가 의심되어 포박되고, 압슬까지 받아, "자백"을 했다. 평정소가 심리한 결과, 신고로는 미야케지마로 유배되는 것으로 결정되었다. 또, 야마무라좌의 좌원도 이즈오오시마에 유배되어, 야마무라좌는 폐좌되었다.
간포 2년 (1742년) 2월, 도쿠가와 요시무네에 의해 사면되어 에도에 돌아왔지만, 이듬해 코아미쵸에서 73세의 나이로 사망했다. 하지만, 교호 18년 (1733년)에 미야케지마에서 사망했다는 설도 있다. 계명은 道栄信士이며, 묘소는 미야케지마에 있다.
이 사건을 주제로 한 센류로는 「やつさずに濡れ事をする新五郎」가 있다. "야츠스(やつす)"는 "화장을 하다"라는 뜻이다.

## 관련 작품

### 영화
- 『에지마이쿠시마』 (1955년) - 배우 9대 이치카와 에비조 (11대 이치카와 단쥬로)
- 『오오쿠』 (2006년) - 배우 니시지마 히데토시

### 드라마
- 『오오쿠』 (1968년・칸사이 테레비) - 배우 타무라 타카히로
- 『남자는 배짱 (男は度胸)』 (1970년・NHK) - 배우 나카무라 센쟈쿠
- 『에지마이쿠시마』 (1971년・테레비 도쿄) - 배우 카타오카 타카오
- 『오오쿠』 (1983년・칸사이 테레비) - 배우 타무라 료
- 『도쿠가와 풍운록 고산케의 야망』 (1986년・테레비도쿄) - 배우 나미키 시로
- 『8대 쇼군 요시무네』 (1995년・NHK) - 배우 호리우치 마사미
- 『불의 부교 오오오카 에치젠노카미』 (1997년・테레비도쿄) - 배우 츠츠미 다이지로
- 『도쿠가와 풍운록 8대 쇼군 요시무네』 (2008년・테레비도쿄 ) - 배우 나카무라 슌스케